# Vanilla hartii
Vanilla hartii ist eine Pflanzenart aus der Gattung Vanille (Vanilla) in der Familie der Orchideen (Orchidaceae). Die Kletterpflanze kommt in Mittel- und Südamerika vor.

## Beschreibung
Vanilla hartii ist eine immergrüne Kletterpflanze mit dünnem Spross. Die Internodien sind 8 bis 11 Zentimeter lang und gebogen. Die Blätter sind länglich-oval, vorne lang ausgezogen und spitz endend, ihre Textur ist nur leicht verdickt. Die Blattlänge beträgt 5 bis 8 Zentimeter bei 1,6 bis 1,8 Zentimeter Breite, der Blattstiel ist 0,3 bis 0,8 Zentimeter lang.
Der traubige Blütenstand ist 0,6 bis 1,2 Zentimeter lang und trägt nur wenige grünlich-weiße, unangenehm riechende Blüten. Die Tragblätter sind breit-oval, konkav, sie enden spitz und messen 2 bis 2,5 Millimeter Länge. Blütenstiel und Fruchtknoten messen zusammen 1,6 bis 2 Zentimeter, der Fruchtknoten trägt an der Spitze eine kelchblattähnliche Aufweitung. Die Blütenblätter sind länglich bis lanzettlich bei einer Länge von 3,7 bis 3,8 Zentimeter. Die inneren Blütenblätter sind etwas schmaler als die Sepalen. Die Lippe wird 3,3 Zentimeter lang, an der Basis ist sie mit den Seiten über die ganze Länge der Säule mit dieser verwachsen. Der vordere freie Teil ist nicht gelappt und am Rand gewellt. Fünf längs verlaufende Adern auf der Lippe sind hervorgehoben. Mittig auf der Lippe sitzen fünf nach hinten gerichtete, behaarte Schuppen. Die leicht keulenförmige Säule wird 3 Zentimeter lang, auf der Unterseite ist sie behaart. Die Kapselfrucht wird 5 bis 7 Zentimeter lang bei 3 bis 3,5 Millimeter Durchmesser.

## Verbreitung
Vanilla hartii ist vom Süden Mexikos über Mittelamerika und den Norden Südamerikas verbreitet. Portères versteht unter Vanilla hartii nur die auf Trinidad und Tobago vorkommenden Pflanzen und ordnet die südamerikanischen Populationen der Art Vanilla leprieurii zu, die allerdings als Synonym zu Vanilla hartii angesehen wird. Sie kommt in feuchten, immergrünen Wäldern vor.

## Systematik und botanische Geschichte
Diese Orchidee wurde 1901 von Rolfe in Bulletin of Miscellaneous Information, Royal Gardens, Kew Jahrgang 1899, Seite 133 beschrieben und nach dem britischen Botaniker John Hinchley Hart (1847–1911) benannt.
Innerhalb der Gattung Vanilla wird Vanilla hartii in die Untergattung Xanata und dort in die Sektion Xanata, die nur Arten der Neotropis enthält, eingeordnet. Portères nennt, neben Vanilla leprieurii, die Art  Vanilla sprucei als nahe Verwandte. Nach Soto Arenas und Cribb bezitzt Vanilla hartii vegetativ Ähnlichkeit zu Vanilla bicolor, während die Blüten mit Vanilla planifolia verwechselt werden können. Am nächsten verwandt ist sie aber nicht mit diesen beiden Arten, sondern mit Vanilla espondae, Vanilla sprucei und Vanilla trigonocarpa.